# Amadeo Ibáñez
Amadeo Ibáñez Tormo (Valencia, 22 febbraio 1916 – 24 novembre 1979) è stato un calciatore e allenatore di calcio spagnolo, di ruolo attaccante.

## Carriera
Giocò per tutta la sua carriera nel Valencia, ad eccezione dell'ultima stagione al Castellón.

## Palmarès

### Club

#### Competizioni nazionali
- Coppa di Spagna: 2

Siviglia: 1941, 1948-1949
- Primera División spagnola: 3

Valencia: 1941-1942, 1943-1944, 1946-1947
- Coppa Eva Duarte: 1

Siviglia: 1950